# Roques (Alto Garona)
Roques (Ròcas en lengua occitana) es una comuna francesa del departamento del Alto Garona en la región de Mediodía-Pirineos. Se encuentra dentro del área urbana de Toulouse, junto a la autovía A64 y río Garona entre Toulouse y Muret. Varios centros comerciales hacen de esta comuna un lugar habitual para las compras de los tulusanos.

## Demografía
| 906 | 1 086 | 1 302 | 2 151 | 2 662 | 2 988 | 4 993 |
| Para los censos de 1962 a 1999 la población legal corresponde a la población sin duplicidades (Fuente: INSEE [Consultar]) |       |       |       |       |       |       |

## Turismo
- La iglesia de Saint-Martin conserva dos monumentos históricos, una Virgen de la Misericordia del siglo XVI en madera tallada y un candelabro del siglo XVII.

- Parque del Garona
- La reserva natural de Lamartine y sus estanques comunales.[3]